# Хімія напівпровідників
Хімія напівпровідників — розділ неорганічної хімії, який вивчає питання синтезу нових напівпровідників, досліджує їх структуру та властивості, займається проблемами контролю домішок в кристалах і викликаної ними зміни характеристик матеріалу.
В хімії напівпровідників сконцентровані досягнення сучасної неорганічної хімії, аналітичної хімії, фізичної хімії, кристалохімії. Водночас хімія напівпровідників є частиною хімії твердого тіла. Вона перетинається з фізикою, кристалофізикою, статистичною фізикою і т.ін.
ХНП має велику кількість окремих розділів, які органічно пов'язані між собою. Тут можна виділити, як головніші, такі напрямки:
1. Дослідження природи хімічного зв'язку на основі термодинамічних властивостей, електронної густини та її флуктуації в кристалі, електричних, оптичних, магнітних, теплових та інших властивостей як у твердому, так і в розтопленому стані.
2. Визначення кристалічної структури напівпровідникових сполук, встановлення зв'язку між її хімічним складом, кристалічною будовою та властивостями.
3. Пошук та синтез нових напівпровідникових сполук за допомогою фундаментальних досліджень діаграм стану потрійних і складніших сполук в широкому інтервалі концентрацій, температур, тисків, вивчення діаграм Р-Т-х-властивість.
4. Хімія твердого тіла: власні дефекти (точкові й складніші), закономірності їх утворення, взаємодії з домішками, вплив на оптоелектронні характеристики матеріалу.
5. Дослідження поведінки домішок, вивчення мікродіаграм стану напівпровідник-домішка, виявлення закономірностей сумісної дії домішок. Під словом «поведінка» слід розуміти цілий комплекс особливостей домішки, як-то: зміна розчинності та коефіцієнта дифузії в основному матеріалі як функція температури та відхилення від стехіометрії; залежність коефіцієнта сегрегації від вмісту домішки в розплаві; величини енергії активації дифузії за різних умов; електрична поведінка домішки та здатність її атомів (іонів) утворювати з іншими (переважно, власними) точковими дефектами кристалу різні комплекси та асоціати; вплив домішки на оптичні властивості матеріалу тощо.
6. Хімічні процеси, які проходять на поверхні напівпровідникових кристалів, взаємодія поверхні з довкіллям, вплив ефекту поверхні на фізичні властивості приладу.